# Een illusie in een goudviskom
Een illusie in een goudviskom is een hoorspel van Derek Hoddinott. Het werd op 29 juni 1967 door de Sender Freies Berlin uitgezonden onder de titel Das Goldfischglas. Joke van den Berg vertaalde het TROS zond het uit op woensdag 13 april 1977, van 23:00 uur tot 23:55 uur. De regisseur was Bert Dijkstra.

## Rolbezetting
- Jan Borkus (David)
- IJda Andrea (Gwen)
- Marijke Merckens (Sandra)
- Barbara Hoffman (Jane)
- Hans Hoekman (Chris)
- Joke van den Berg (telefoniste & dienster)

## Inhoud
Hoofdpersoon is Gwen, een vrouw die een kwart eeuw getrouwd is met David. Zij hebben een dochter, Jane, inmiddels twintig jaar geworden. Jane wil zich gaan verloven met Chris. Moeder Gwen ziet in haar dochter zichzelf terug en herinnert zich de verwachtingen die zij koesterde toen zij op het punt stond met David te trouwen. In de ruim 25 jaar met David is hun huwelijk nooit slecht geweest, maar Gwen zal de eerste zijn om te erkennen dat de vrolijkheid er in de loop van de jaren afgesleten is. Zij ziet dat duidelijk voor zich, nu zij terugkijkt op haar huwelijksleven. Van haar verwachtingen is niet veel werkelijkheid geworden. De komst van haar zuster Sandra, een weduwe, doet Gwen besluiten het roer om te gooien en een lang gekoesterde wens van haar in vervulling te laten gaan. Zij besluit met Sandra een wereldreis te gaan maken. Het geld is er, want Gwen heeft in al die jaren van haar huwelijk steeds de kwartjes in een goudviskom gegooid. Maar laat het gezin haar gaan?